# Microglanis malabarbai
Microglanis malabarbai är en fiskart som beskrevs av Vinicius Araújo Bertaco och Cardoso 2005. Microglanis malabarbai ingår i släktet Microglanis och familjen Pseudopimelodidae. Inga underarter finns listade i Catalogue of Life.